# Nus de transport

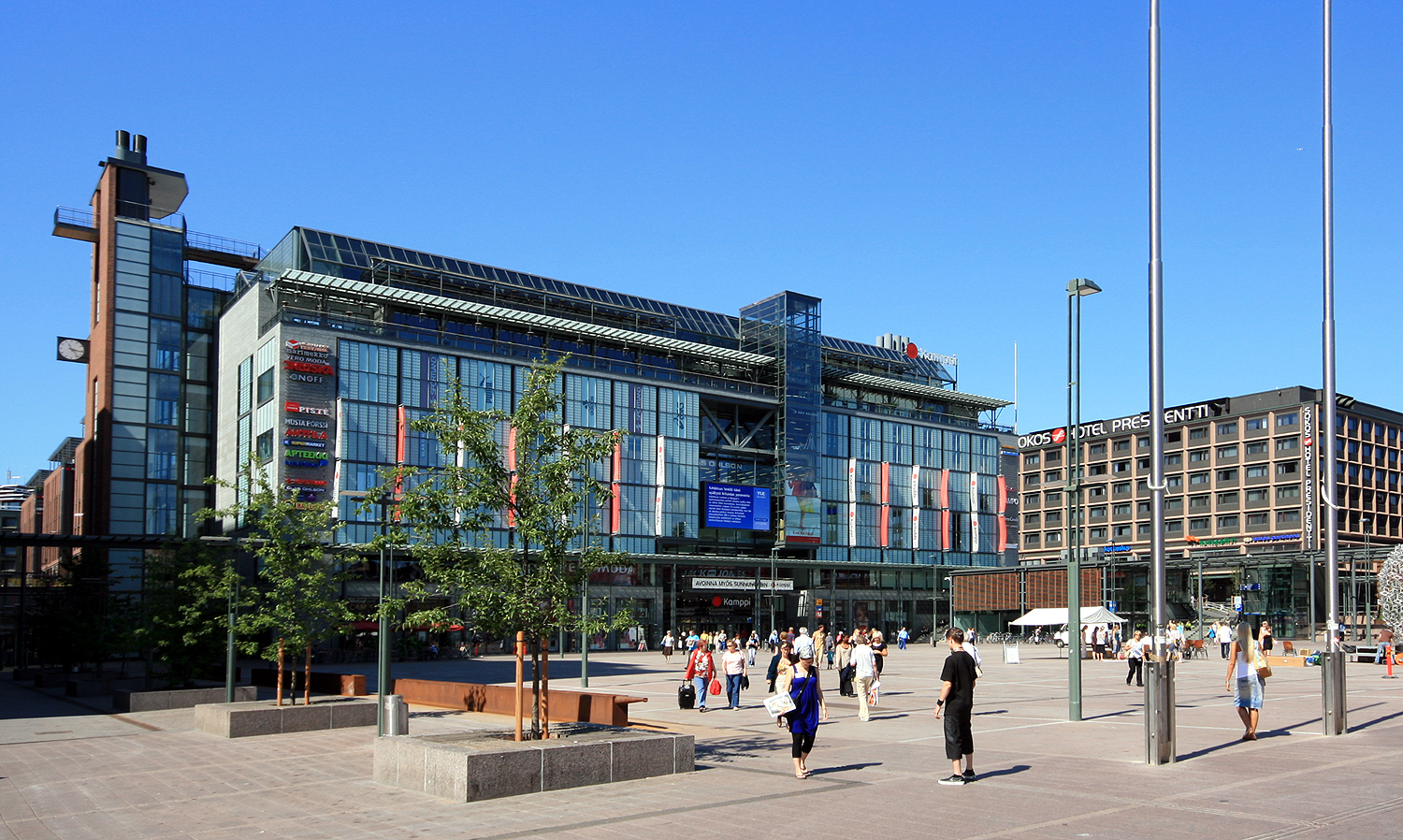
La nova terminal soterrada de cotxes de linea, estació d'autobusos i metro al Kamppi Center de Hèlsinki, Finlàndia

Un nus de transport o nus de comunicacions en una xarxa de transport és l'infraestructura on es creuen diferents vies i on es realitza el transbordament de persones o mercaderies per redirigir llurs itineraris o canviar el mode de transport. Els nusos de transport comprenen ports, aeroports, estacions de tren, metro, autobusos, autopistes… Les plataformes logístiques comprenen centres integrals de mercaderies, estacions intermodals, ports marítims o fluvials, ports secs. Són ciutats capitals (per exemple Copenhaguen, Lisboa) i altres ciutats (Szczecin, Boston).